# 1988 TN
1988 TN är en asteroid i huvudbältet som upptäcktes den 5 oktober 1988 av de båda japanska astronomerna Seiji Ueda och Hiroshi Kaneda i Kushiro.
Asteroiden har en diameter på ungefär 5 kilometer.